# Барвиновка (Житомирская область)

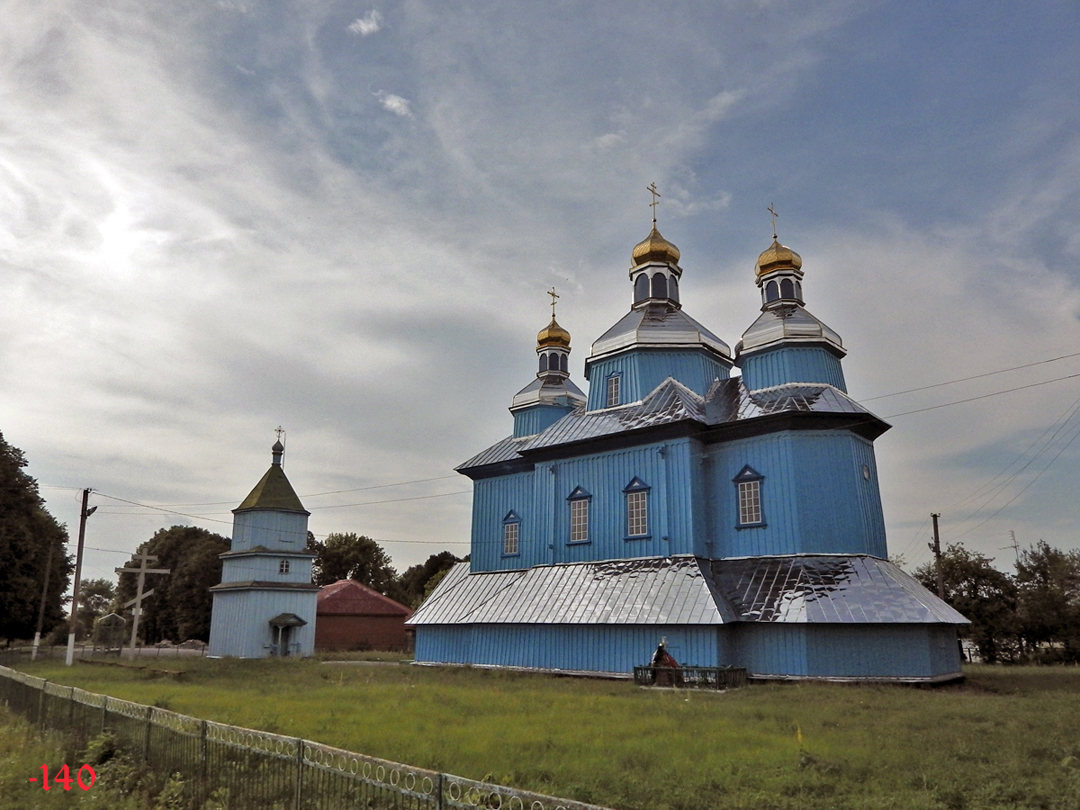
Воздвиженская церковь

Барви́новка (укр. Барвинівка) — село на Украине, основано в 1587 году, находится в Новоград-Волынском районе Житомирской области. Через село протекает река Рудня, правый приток Случи.
Население по переписи 2001 года составляет 698 человек. Почтовый индекс — 11783. Телефонный код — 4141. Занимает площадь 4,112 км².

## Адрес местного совета
11783, Житомирская область, Новоград-Волынский р-н, с. Барвиновка